# Chauffour-lès-Étréchy
Chauffour-lès-Étréchy  [ʃofuʁ lɛ et̪ʁeʃi] je francouzská obec v departementu Essonne v regionu Île-de-France.

## Poloha
Obec Chauffour-lès-Étréchy se nachází asi 41 km jihozápadně od Paříže. Obklopují ji obce Saint-Sulpice-de-Favières na severu, Étréchy od severovýchodu po jihozápad, Villeconin na západě a Souzy-la-Briche na severozápadě.

## Vývoj počtu obyvatel
Počet obyvatel